# Дорогая Шуша 2022
Дорогая Шуша 2022 — шоссейная многодневная велогонка, которая проходила в Азербайджане с 9 по 10 июля 2022 года. В гонке приняло участие 75 велогонщиков из 13 команд, представляющих восемь стран — Азербайджан, Турцию, Великобританию, Румынию, Грузию, Монголию, Таджикистан и Узбекистан.

## Участники
В гонке приняло участие 13 команд  — 2 категории UCI Continental Team, 3 национальные сборные, четыре любительские и одна региональная команда.
| UCI Continental Teams (2)- Salcano Sakarya BB - Tashkent City Национальные сборные (3)- Азербайджан - Монголия - Узбекистан Любительские, клубные или региональные команды (5)- RSA Steaua - Velo Schils-Interbike RT - Triterra - MSN - Konya BB |
| |

## Маршрут
Гонка состояла из двух этапов общей протяженностью чуть меньше 100 километров. Сначала была проведена индивидуальная гонка в посёлке Пираллахи протяжённость 21 км. А затем групповая гонка на 71 км от аэропорта Физули до города Шуша расположенного на высоте более 1300 метров.
| Этап | Дата   | Маршрут                                   | type                    | Длина (км) | Победитель    | Лидер генеральной классификации |
| ---- | ------ | ----------------------------------------- | ----------------------- | ---------- | ------------- | ------------------------------- |
| 1    | 9 июл  | Пираллахы – Пираллахы                     | индивидуальная разделка | 21         | Эльчин Асадов | Эльчин Асадов                   |
| 2    | 10 июл | Физулинский международный аэропорт – Шуша | среднегорный            | 71         | Эльчин Асадов | Эльчин Асадов                   |

## Ход гонки

### Этап 1
| Пираллахы - Пираллахы | индивидуальная разделка | (21 км) |

| \| Результаты этапа \| Результаты этапа \| Результаты этапа \| Результаты этапа \| Результаты этапа \| \| Гонщик \| Гонщик \| Команда \| Время \| \| \| ---------------- \| ---------------- \| ------------------- \| ---------------- \| ---------------- \| \| 1-й \| Эльчин Асадов \| Sakarya BB Pro Team \| 26' 18 \| \| \| 2-й \| Муса Микаилзаде \| Азербайджан \| + 13 \| \| \| 3-й \| Мустафа Саяр \| Sakarya BB Pro Team \| + 1' 50 \| \| |                 |                     |         |
| |                 |                     |         |
| |                 |                     |         |
| Результаты этапа |                 |                     |         |
| Гонщик | Гонщик          | Команда             | Время   |
| 1-й | Эльчин Асадов   | Sakarya BB Pro Team | 26' 18  |
| 2-й | Муса Микаилзаде | Азербайджан         | + 13    |
| 3-й | Мустафа Саяр    | Sakarya BB Pro Team | + 1' 50 |

### Этап 2
| Физулинский международный аэропорт - Шуша | среднегорный | (71 км) |

| \| Результаты этапа \| Результаты этапа \| Результаты этапа \| Результаты этапа \| Результаты этапа \| \| Гонщик \| Гонщик \| Команда \| Время \| \| \| ---------------- \| ----------------- \| --------------------------------------- \| ---------------- \| ---------------- \| \| 1-й \| Эльчин Асадов \| Sakarya BB Pro Team \| 2ч 27' 46 \| \| \| 2-й \| Акрамжон Суннатов \| Tashkent City Professional Cycling Team \| + 1 \| \| \| 3-й \| Болд Идерболд \| Монголия \| + 2 \| \| |                   |                                         |           |
| |                   |                                         |           |
| |                   |                                         |           |
| Результаты этапа |                   |                                         |           |
| Гонщик | Гонщик            | Команда                                 | Время     |
| 1-й | Эльчин Асадов     | Sakarya BB Pro Team                     | 2ч 27' 46 |
| 2-й | Акрамжон Суннатов | Tashkent City Professional Cycling Team | + 1       |
| 3-й | Болд Идерболд     | Монголия                                | + 2       |

## Итоговое положение
| \| Генеральная классификация \| Генеральная классификация \| Генеральная классификация \| Генеральная классификация \| Генеральная классификация \| \| Гонщик \| Гонщик \| Команда \| Время \| \| \| ------------------------- \| ------------------------- \| --------------------------------------- \| ------------------------- \| ------------------------- \| \| 1-й \| Эльчин Асадов \| Sakarya BB Pro Team \| 2ч 54' 04 \| \| \| 2-й \| Муса Микаилзаде \| Азербайджан \| + 1' 18 \| \| \| 3-й \| Болд Идерболд \| Монголия \| + 2' 08 \| \| \| 4-й \| Акрамжон Суннатов \| Tashkent City Professional Cycling Team \| + 2' 51 \| \| \| 5-й \| Юджин Кросс \| Velo Schils-Interbike RT \| + 4' 13 \| \| |                   |                                         |           |
| |                   |                                         |           |
| Источник: Cycling Archives |                   |                                         |           |
| Генеральная классификация |                   |                                         |           |
| Гонщик | Гонщик            | Команда                                 | Время     |
| 1-й | Эльчин Асадов     | Sakarya BB Pro Team                     | 2ч 54' 04 |
| 2-й | Муса Микаилзаде   | Азербайджан                             | + 1' 18   |
| 3-й | Болд Идерболд     | Монголия                                | + 2' 08   |
| 4-й | Акрамжон Суннатов | Tashkent City Professional Cycling Team | + 2' 51   |
| 5-й | Юджин Кросс       | Velo Schils-Interbike RT                | + 4' 13   |

| Генеральная классификация | Генеральная классификация | Генеральная классификация               | Генеральная классификация | Генеральная классификация |
| Гонщик                    | Гонщик                    | Команда                                 | Время                     |                           |
| ------------------------- | ------------------------- | --------------------------------------- | ------------------------- | ------------------------- |
| 1-й                       | Эльчин Асадов             | Sakarya BB Pro Team                     | 2ч 54' 04                 |                           |
| 2-й                       | Муса Микаилзаде           | Азербайджан                             | + 1' 18                   |                           |
| 3-й                       | Болд Идерболд             | Монголия                                | + 2' 08                   |                           |
| 4-й                       | Акрамжон Суннатов         | Tashkent City Professional Cycling Team | + 2' 51                   |                           |
| 5-й                       | Юджин Кросс               | Velo Schils-Interbike RT                | + 4' 13                   |                           |

| Командная классификация по времени | Командная классификация по времени      | Командная классификация по времени | Командная классификация по времени |
| Команда                            | Команда                                 | Время                              |                                    |
| ---------------------------------- | --------------------------------------- | ---------------------------------- | ---------------------------------- |
| 1-й                                | Sakarya BB Pro Team                     | 8ч 57' 29                          |                                    |
| 2-й                                | Tashkent City Professional Cycling Team | + 42                               |                                    |
| 3-й                                | Монголия                                | + 12' 38                           |                                    |
| 4-й                                | Азербайджан                             | + 19' 52                           |                                    |
| 5-й                                | Velo Schils-Interbike RT                | + 25' 03                           |                                    |
| 6-й                                | Узбекистан                              | + 36' 10                           |                                    |
| 7-й                                | MSN                                     | + 1ч 22' 08                        |                                    |
| 8-й                                | Triterra                                | + 1ч 25' 32                        |                                    |

| Командная классификация по времени | Командная классификация по времени      | Командная классификация по времени | Командная классификация по времени |
| Команда                            | Команда                                 | Время                              |                                    |
| ---------------------------------- | --------------------------------------- | ---------------------------------- | ---------------------------------- |
| 1-й                                | Sakarya BB Pro Team                     | 8ч 57' 29                          |                                    |
| 2-й                                | Tashkent City Professional Cycling Team | + 42                               |                                    |
| 3-й                                | Монголия                                | + 12' 38                           |                                    |
| 4-й                                | Азербайджан                             | + 19' 52                           |                                    |
| 5-й                                | Velo Schils-Interbike RT                | + 25' 03                           |                                    |
| 6-й                                | Узбекистан                              | + 36' 10                           |                                    |
| 7-й                                | MSN                                     | + 1ч 22' 08                        |                                    |
| 8-й                                | Triterra                                | + 1ч 25' 32                        |                                    |